# Kamer van volksvertegenwoordigers (samenstelling 1925-1929)
De lijst van leden van de Belgische Kamer van volksvertegenwoordigers van 1925 tot 1929. De Kamer van volksvertegenwoordigers telde toen 187 leden. Het nationale kiesstelsel was in die periode gebaseerd op algemeen enkelvoudig stemrecht voor alle mannelijke Belgen van 21 jaar en ouder, volgens een systeem van evenredige vertegenwoordiging op basis van de methode-D'Hondt, gecombineerd met een districtenstelsel.
De 28ste legislatuur van de Kamer van volksvertegenwoordigers liep van 28 april 1925 tot 30 april 1929 en volgde uit de verkiezingen van 5 april 1925.
Tijdens deze legislatuur was eerst de regering-Van de Vyvere (mei - juni 1925) in functie, een katholieke minderheidsregering. Geen enkele andere partij steunde echter deze regering, waardoor de regering geen meerderheid behaalde bij de vertrouwensstemming in het parlement en dus al snel viel. Daarna kwam de regering-Poullet (juni 1925 - mei 1926), een meerderheid van katholieken en socialisten. De conservatieve afdeling van de Katholieke Partij steunde deze regering echter niet. Vervolgens kwamen de regering-Jaspar I (mei 1926 - november 1927), een meerderheid van katholieken, socialisten en liberalen, en de regering-Jaspar II (november 1927 - december 1929) aan de macht, een meerderheid van katholieken en liberalen.
De oppositie bestond dus uit de socialisten (behalve in de periode juni 1925 - november 1927), de liberalen (mei 1925 - mei 1926), de Vlaams-nationalisten en de communisten.

## Zittingen
In de 28ste zittingsperiode (1925-1929) vonden vijf zittingen plaats. Van rechtswege kwamen de Kamers ieder jaar bijeen op de tweede dinsdag van november.
| Zitting               | Opening          | Sluiting         |
| --------------------- | ---------------- | ---------------- |
| buitengewone zitting  | 28 april 1925    | 27 augustus 1925 |
| 2de zitting 1925-1926 | 10 november 1925 | 30 oktober 1926  |
| 3de zitting 1926-1927 | 9 november 1926  | 28 oktober 1927  |
| 4de zitting 1927-1928 | 8 november 1927  | 9 november 1928  |
| 5de zitting 1928-1929 | 13 november 1928 | 8 mei 1929       |

## Samenstelling
| Fractie | Fractie              | Zetels |
| ------- | -------------------- | ------ |
|         | Katholieken          | 78     |
|         | Socialisten          | 78     |
|         | Liberalen            | 23     |
|         | Vlaams-nationalisten | 6      |
|         | Communisten          | 2      |

## Lijst van de volksvertegenwoordigers
| Volksvertegenwoordiger          | Partij             | Kieskring                 | Opmerkingen |
| ------------------------------- | ------------------ | ------------------------- | --- |
| Frans Van Cauwelaert            | Katholiek          | Antwerpen                 | |
| Robert de Kerchove d'Exaerde    | Katholiek          | Antwerpen                 | Secretaris. |
| Hendrik Marck                   | Katholiek          | Antwerpen                 | |
| Hubert Mampaey                  | Katholiek          | Antwerpen                 | |
| Gustave Van den Broeck          | Katholiek          | Antwerpen                 | |
| Herman Vos                      | Vlaams-nationalist | Antwerpen                 | |
| Louis Boeckx                    | Liberaal           | Antwerpen                 | Vervangt vanaf 11 januari 1927 de overleden Édouard Pécher. |
| Louis Joris                     | Liberaal           | Antwerpen                 | Vervangt vanaf 9 november 1926 de overleden Louis Straus. |
| Paul Baelde                     | Liberaal           | Antwerpen                 | Vervangt vanaf 19 december 1928 de overleden Richard Kreglinger. Kreglinger zelf verving vanaf 19 oktober 1926 Louis Franck, die gouverneur van de Nationale Bank werd. Na het overlijden van de liberaal Kreglinger waren er geen opvolgers meer ter beschikking bij de liberalen. Hierdoor kwam er op 9 december 1928 een tussentijdse verkiezing in het arrondissement Antwerpen. Hierbij nam de liberaal Baelde het op tegen August Borms van de Frontpartij. Officieel won Borms, maar die mocht niet in de Kamer zetelen omdat hij na de Eerste Wereldoorlog uit zijn politieke rechten ontzet was, waarna Baelde de zetel kreeg toegewezen. |
| Camille Huysmans                | Socialist          | Antwerpen                 | |
| Willem Eekelers                 | Socialist          | Antwerpen                 | |
| Jan-Baptist Samyn               | Socialist          | Antwerpen                 | |
| Henri Van Eyken                 | Socialist          | Antwerpen                 | Vervangt vanaf 10 mei 1927 de overleden Joseph Verlinden. Verlinden zelf verving vanaf 29 april 1925 Urbain Jamar, die uit zijn politieke rechten ontzet was en dus niet in de Kamer mocht zetelen. |
| Frans De Schutter               | Socialist          | Antwerpen                 | |
| Augustin De Bruyne              | Socialist          | Antwerpen                 | |
| Philip Van Isacker              | Katholiek          | Mechelen                  | Quaestor vanaf 6 december 1926. |
| Jules De Keersmaecker           | Katholiek          | Mechelen                  | |
| Jaak Wellens                    | Socialist          | Mechelen                  | Vervangt vanaf 19 januari 1928 de overleden Auguste Van Landeghem. |
| Désiré Bouchery                 | Socialist          | Mechelen                  | Secretaris. |
| Willem Lambrechts               | Socialist          | Mechelen                  | |
| Alphonse Van Hoeck              | Katholiek          | Turnhout                  | |
| Jan-Baptist Rombauts            | Katholiek          | Turnhout                  | |
| Joseph Verachtert               | Katholiek          | Turnhout                  | |
| Thomas Debacker                 | Vlaams-nationalist | Turnhout                  | |
| Jules Renkin                    | Katholiek          | Brussel                   | |
| Henri Carton de Wiart           | Katholiek          | Brussel                   | |
| Emile van Dievoet               | Katholiek          | Brussel                   | |
| Corneille Fieullien             | Katholiek          | Brussel                   | |
| Emmanuel De Winde               | Katholiek          | Brussel                   | Vervangt vanaf 10 november 1925 de overleden François-Xavier De Bue. De Bue was tot aan zijn dood op 30 september 1925 quaestor en voorzitter van de katholieke fractie. |
| Herman Vergels                  | Katholiek          | Brussel                   | |
| Jan Van den Eynde               | Katholiek          | Brussel                   | |
| André Brassinne                 | Katholiek          | Brussel                   | |
| Paul Wauwermans                 | Katholiek          | Brussel                   | |
| Albert Devèze                   | Liberaal           | Brussel                   | |
| Paul Hymans                     | Liberaal           | Brussel                   | |
| Fernand Cocq                    | Liberaal           | Brussel                   | |
| Adolphe Max                     | Liberaal           | Brussel                   | |
| Maurice Lemonnier               | Liberaal           | Brussel                   | Ondervoorzitter en voorzitter van de liberale fractie. |
| Ferdinand Elbers                | Socialist          | Brussel                   | |
| Albert Marteaux                 | Socialist          | Brussel                   | Vervangt vanaf 19 januari 1926 Louis Bertrand, die wegens de binnen de socialisten geldende leeftijdsgrens van 70 jaar voor politieke mandaten ontslag neemt. Bertrand was tot 15 januari 1926 ondervoorzitter en tot 27 oktober 1925 voorzitter van de socialistische fractie. |
| Emile Vandervelde               | Socialist          | Brussel                   | |
| Fernand Brunfaut                | Socialist          | Brussel                   | |
| Max Hallet                      | Socialist          | Brussel                   | Vanaf 24 januari 1926 ondervoorzitter en vanaf 27 oktober 1925 voorzitter van de socialistische fractie. |
| Léon Meysmans                   | Socialist          | Brussel                   | Ondervoorzitter vanaf 16 augustus 1928. |
| Frans Fischer                   | Socialist          | Brussel                   | Quaestor vanaf 10 november 1925. |
| Guillaume Melckmans             | Socialist          | Brussel                   | |
| François Gelders                | Socialist          | Brussel                   | |
| Louis Uytroever                 | Socialist          | Brussel                   | |
| Staf De Clercq                  | Vlaams-nationalist | Brussel                   | |
| Joseph Jacquemotte              | Communist          | Brussel                   | |
| Prosper Poullet                 | Katholiek          | Leuven                    | |
| Fernand de Wouters d'Oplinter   | Katholiek          | Leuven                    | |
| Oscar van den Eynde de Rivieren | Katholiek          | Leuven                    | |
| Joseph Clynmans                 | Katholiek          | Leuven                    | |
| Raoul Claes                     | Liberaal           | Leuven                    | |
| Edmond Doms                     | Socialist          | Leuven                    | |
| Victor Hessens                  | Socialist          | Leuven                    | |
| Pierre de Burlet                | Katholiek          | Nijvel                    | |
| Henri Lepage                    | Socialist          | Nijvel                    | |
| Jules Mathieu                   | Socialist          | Nijvel                    | Secretaris tot 29 november 1927. |
| Henri Delor                     | Socialist          | Nijvel                    | |
| René Debruyne                   | Katholiek          | Brugge                    | |
| Eugène Standaert                | Katholiek          | Brugge                    | |
| Jules Boedt                     | Liberaal           | Brugge                    | |
| Achiel Van Acker                | Socialist          | Brugge                    | Vervangt vanaf 8 november 1927 Camiel Mostaert, die wegens de binnen de socialisten geldende leeftijdsgrens van 70 jaar voor politieke mandaten ontslag neemt. |
| Gustave Sap                     | Katholiek          | Roeselare-Tielt           | |
| Emile Allewaert                 | Katholiek          | Roeselare-Tielt           | Verkozen op een dissidente christendemocratische lijst. |
| Aloys Van de Vyvere             | Katholiek          | Roeselare-Tielt           | Vanaf 5 november 1925 voorzitter van de katholieke fractie. |
| Joris Van Severen               | Vlaams-nationalist | Roeselare-Tielt           | |
| Adiel Dierkens                  | Socialist          | Roeselare-Tielt           | |
| Arthur Catteeuw                 | Katholiek          | Kortrijk                  | Verkozen op een dissidente christendemocratische lijst. |
| Ernest Reynaert                 | Katholiek          | Kortrijk                  | |
| Henri Duchatel                  | Katholiek          | Kortrijk                  | Verkozen op een dissidente christendemocratische lijst. |
| August Debunne                  | Socialist          | Kortrijk                  | |
| Joseph Vandevelde               | Socialist          | Kortrijk                  | |
| Henri Baels                     | Katholiek          | Veurne-Diksmuide-Oostende | |
| Frans Brusselmans               | Katholiek          | Veurne-Diksmuide-Oostende | |
| Georges Goetgebuer              | Katholiek          | Veurne-Diksmuide-Oostende | |
| Adolphe Buyl                    | Liberaal           | Veurne-Diksmuide-Oostende | Quaestor. |
| Daan Boens                      | Socialist          | Veurne-Diksmuide-Oostende | |
| Henri Brutsaert                 | Katholiek          | Ieper                     | Vervangt vanaf 23 november 1926 René Colaert, die om gezondheidsredenen ontslag neemt. |
| Edgard Missiaen                 | Socialist          | Ieper                     | |
| Emile Butaye                    | Vlaams-nationalist | Ieper                     | |
| Pieter van Schuylenbergh        | Katholiek          | Aalst                     | |
| Louis-Marie de Bethune          | Katholiek          | Aalst                     | |
| Karel Leopold Van Opdenbosch    | Vlaams-nationalist | Aalst                     | |
| Prosper De Bruyn                | Socialist          | Aalst                     | |
| Alfred Nichels                  | Socialist          | Aalst                     | |
| Leo Vindevogel                  | Katholiek          | Oudenaarde                | Vervangt vanaf 29 april 1925 Adrien Iweins d'Eeckhoutte, die verkiest om niet te zetelen. |
| Alfred Amelot                   | Liberaal           | Oudenaarde                | Secretaris vanaf 3 februari 1927. |
| Eugène Soudan                   | Socialist          | Oudenaarde                | |
| August De Schryver              | Katholiek          | Gent-Eeklo                | Vervangt vanaf 27 maart 1928 Hector Cuelenaere, die lid wordt van de Belgische Senaat. Cuelenaere zelf verving vanaf 18 mei 1926 de overleden Auguste Huyshauwer. Huyshauwer was secretaris tot aan zijn dood op 5 mei 1926. |
| Jules Maenhaut van Lemberge     | Katholiek          | Gent-Eeklo                | |
| Lionel Pussemier                | Katholiek          | Gent-Eeklo                | |
| Fernand van Ackere              | Katholiek          | Gent-Eeklo                | |
| Alfons Siffer                   | Katholiek          | Gent-Eeklo                | |
| Rodolphe Desaegher              | Liberaal           | Gent-Eeklo                | |
| Norbert Van Doorne              | Liberaal           | Gent-Eeklo                | Vervangt vanaf 9 augustus 1928 de overleden Henri Boddaert. Boddaert zelf verving vanaf 19 oktober 1926 de overleden Arthur Buysse. |
| Edward Anseele                  | Socialist          | Gent-Eeklo                | |
| Rudolf Vercammen                | Socialist          | Gent-Eeklo                | |
| Jozef Chalmet                   | Socialist          | Gent-Eeklo                | |
| Désiré Cnudde                   | Socialist          | Gent-Eeklo                | |
| Gustaaf Gevaert                 | Socialist          | Gent-Eeklo                | |
| Hendrik Heyman                  | Katholiek          | Sint-Niklaas              | Quaestor van 10 november 1925 tot 22 november 1927. |
| Auguste Raemdonck van Megrode   | Katholiek          | Sint-Niklaas              | |
| Louis Herbert                   | Katholiek          | Sint-Niklaas              | |
| Karel Van Hoeylandt             | Socialist          | Sint-Niklaas              | |
| Emile Tibbaut                   | Katholiek          | Dendermonde               | Ondervoorzitter tot 16 augustus 1928 en parlementsvoorzitter vanaf 16 augustus 1928. |
| Edmond Rubbens                  | Katholiek          | Dendermonde               | |
| Henri Libbrecht                 | Katholiek          | Dendermonde               | |
| Hippolyte Vandemeulebroucke     | Socialist          | Dendermonde               | |
| Ernest Drion du Chapois         | Katholiek          | Charleroi                 | |
| Armand Duvieusart               | Katholiek          | Charleroi                 | Vervangt vanaf 22 januari 1929 de overleden Maurice Pirmez. Pirmez was tot aan zijn dood op 22 december 1928 ondervoorzitter. |
| Arthur Pater                    | Liberaal           | Charleroi                 | |
| Alphonse Briart                 | Liberaal           | Charleroi                 | |
| Jules Destrée                   | Socialist          | Charleroi                 | |
| Emile Brunet                    | Socialist          | Charleroi                 | Parlementsvoorzitter tot 6 augustus 1928. Voorzitter van de commissie Buitenlandse Zaken en de commissie Justitie en Burgerlijke en Strafrechtelijke Wetgeving en tot 24 januari 1926 voorzitter van de commissie Binnenlandse Zaken, Onderwijs, Kunsten en Wetenschappen. |
| Eugène Van Walleghem            | Socialist          | Charleroi                 | |
| Victor Ernest                   | Socialist          | Charleroi                 | |
| Alfred Lombard                  | Socialist          | Charleroi                 | |
| Edouard Falony                  | Socialist          | Charleroi                 | |
| Nicolas Souplit                 | Socialist          | Charleroi                 | Vervangt vanaf 19 oktober 1926 de overleden Henri Léonard. |
| Ignace Sinzot                   | Katholiek          | Bergen                    | |
| Achille Delattre                | Socialist          | Bergen                    | |
| Louis Piérard                   | Socialist          | Bergen                    | |
| Louis Pépin                     | Socialist          | Bergen                    | |
| Philibert Verdure               | Socialist          | Bergen                    | |
| Alphonse Brenez                 | Socialist          | Bergen                    | |
| Fulgence Masson                 | Liberaal           | Bergen                    | |
| Pierre Delannoy                 | Katholiek          | Zinnik                    | |
| Jules Mansart                   | Socialist          | Zinnik                    | |
| René Branquart                  | Socialist          | Zinnik                    | |
| Léon Lepoivre                   | Liberaal           | Zinnik                    | Vervangt vanaf 25 januari 1927 Pol-Clovis Boël, die lid wordt van de Belgische Senaat. Boël was secretaris tot 20 januari 1927. |
| Léon Gendebien                  | Katholiek          | Thuin                     | |
| Ernest Petit                    | Socialist          | Thuin                     | |
| Nicolas Berloz                  | Socialist          | Thuin                     | |
| Henri Carton de Tournai         | Katholiek          | Doornik-Aat               | |
| Charles De Bruycker             | Katholiek          | Doornik-Aat               | |
| Paul-Emile Janson               | Liberaal           | Doornik-Aat               | |
| Florentin Huart                 | Socialist          | Doornik-Aat               | |
| Joseph Defaux                   | Socialist          | Doornik-Aat               | |
| Emile Carlier                   | Socialist          | Doornik-Aat               | |
| Pierre de Liedekerke de Pailhe  | Katholiek          | Hoei-Borgworm             | |
| Joseph Pierco                   | Liberaal           | Hoei-Borgworm             | Vervangt vanaf 20 mei 1925 Henri De Rasquinet (Socialist), wiens verkiezing ongeldig werd verklaard. |
| Georges Hubin                   | Socialist          | Hoei-Borgworm             | |
| Joseph Wauters                  | Socialist          | Hoei-Borgworm             | |
| Henri Jaspar                    | Katholiek          | Luik                      | |
| Jules de Géradon                | Katholiek          | Luik                      | |
| Hubert Delacolette              | Katholiek          | Luik                      | Vervangt vanaf 20 mei 1925 Samuel Donnay (Socialist), wiens verkiezing ongeldig werd verklaard. |
| Emile Jennissen                 | Liberaal           | Luik                      | |
| Xavier Neujean                  | Liberaal           | Luik                      | |
| Joseph Merlot                   | Socialist          | Luik                      | |
| Léon Troclet                    | Socialist          | Luik                      | Quaestor. |
| Jean-Baptiste Schinler          | Socialist          | Luik                      | |
| Joseph Dejardin                 | Socialist          | Luik                      | |
| François Van Belle              | Socialist          | Luik                      | Secretaris vanaf 6 december 1927. |
| Isidore Delvigne                | Socialist          | Luik                      | |
| Alfred François Galopin         | Socialist          | Luik                      | |
| War Van Overstraeten            | Communist          | Luik                      | |
| Pierre-Hubert David             | Katholiek          | Verviers                  | |
| Sébastien Winandy               | Katholiek          | Verviers                  | |
| Thomas Niézette                 | Socialist          | Verviers                  | |
| Jules Hoen                      | Socialist          | Verviers                  | |
| Marc Somerhausen                | Socialist          | Verviers                  | |
| Mathieu Duchesne                | Socialist          | Verviers                  | Vervangt vanaf 22 mei 1925 Mathias Jenniges (Katholiek), wiens verkiezing ongeldig werd verklaard. |
| Jules Van Caenegem              | Katholiek          | Hasselt                   | |
| Emile Blavier                   | Katholiek          | Hasselt                   | |
| Jean Ramaekers                  | Katholiek          | Hasselt                   | Secretaris vanaf 1 juni 1926. |
| Frans Theelen                   | Katholiek          | Tongeren-Maaseik          | |
| Jan Rutten                      | Katholiek          | Tongeren-Maaseik          | |
| Pierre Beckers                  | Katholiek          | Tongeren-Maaseik          | |
| François de Schaetzen           | Katholiek          | Tongeren-Maaseik          | |
| Jean Merget                     | Katholiek          | Aarlen-Marche-Bastenaken  | Vervangt vanaf 3 december 1925 de overleden Alphonse Lefebvre. |
| Fernand Van den Corput          | Katholiek          | Aarlen-Marche-Bastenaken  | |
| Albert Goffaux                  | Socialist          | Aarlen-Marche-Bastenaken  | |
| Jules Poncelet                  | Katholiek          | Neufchâteau-Virton        | Quaestor tot 23 januari 1929 en ondervoorzitter vanaf 23 januari 1929. |
| Henri Mernier                   | Katholiek          | Neufchâteau-Virton        | Vervangt vanaf 28 december 1925 Hubert Pierlot, die verkiest om niet te zetelen. Pierlot zelf verving vanaf 23 december 1925 de overleden Edouard Richard. |
| Léon Colleaux                   | Socialist          | Neufchâteau-Virton        | |
| Adrien de Montpellier de Vedrin | Katholiek          | Namen                     | |
| Fernand Golenvaux               | Katholiek          | Namen                     | Quaestor vanaf 24 januari 1929. |
| Joseph Gris                     | Socialist          | Namen                     | |
| Emile Maillen                   | Socialist          | Namen                     | |
| Joseph Bologne                  | Socialist          | Namen                     | |
| Hyacinthe Housiaux              | Katholiek          | Dinant-Philippeville      | Vervangt vanaf 28 april 1925 Georges Cousot, die provinciaal senator wordt. |
| Edouard de Pierpont de Rivière  | Katholiek          | Dinant-Philippeville      | |
| Jean-Baptiste Périquet          | Socialist          | Dinant-Philippeville      | |
| Hector de Selys Longchamps      | Liberaal           | Dinant-Philippeville      | |